# Ampelisca australis
Ampelisca australis är en kräftdjursart. Ampelisca australis ingår i släktet Ampelisca och familjen Ampeliscidae. Inga underarter finns listade i Catalogue of Life.